# Inspiration (musikalbum)
Inspiration är ett coveralbum av gitarristen Yngwie Malmsteen från 1996. Det innehåller flera låtar helt eller delvis skrivna av Ritchie Blackmore, gitarrist i Deep Purple och Rainbow och en viktig influens för Malmsteen, men även låtar som Kansas "Carry on Wayward Son" och Jimi Hendrix "Manic Depression".

## Låtlista
1. "Carry on Wayward Son" (Kerry Livgren) - 5:10
2. "Pictures of Home" (Ian Gillan/Ritchie Blackmore/Roger Glover/Jon Lord/Ian Paice) - 4:58
3. "Gates of Babylon" (Ronnie James Dio/Ritchie Blackmore) - 7:12
4. "Manic Depression" (Jimi Hendrix) - 3:41
5. "In the Dead of Night" (Eddie Jobson/John Wetton) - 6:13
6. "Mistreated" (David Coverdale/Ritchie Blackmore) - 7:32
7. "The Sails of Charon" (Uli Jon Roth) - 5:08
8. "Demon's Eye" (Ian Gillan/Ritchie Blackmore/Roger Glover/Jon Lord/Ian Paice) - 4:50
9. "Anthem" (Alex Lifeson/Geddy Lee/Neil Peart) - 4:20
10. "Child in Time" (Ian Gillan/Ritchie Blackmore/Roger Glover/Jon Lord/Ian Paice) - 8:08
11. "Spanish Castle Magic" (Jimi Hendrix) - 3:14

## Medverkande
- Yngwie Malmsteen - gitarr, bas, sitar, sång (spår 4 och 11)
- Joe Lynn Turner - sång (spår 2 och 8)
- Mark Boals - sång (spår 5, 7, 9 och 10)
- Jeff Scott Soto - sång (spår 1, 3 och 6)
- Anders Johansson - trummor
- Jens Johansson - keyboards (spår 3, 5 och 8)
- Mats Olausson - keyboards (spår 2 och 6)
- David Rosenthal - keyboards (spår 1 och 10)
- Marcel Jacob - bas (spår 1)